# Standardizzazione (ingegneria)
La standardizzazione (o unificazione o normalizzazione o normazione) è la procedura con cui vengono fissate le caratteristiche di un insieme di componenti o materiali in modo tale che siano compatibili fra loro (interoperabilità).
La standardizzazione permette di utilizzare un materiale che rientri negli standard (tabelle di unificazione) senza doverne definire tutte le caratteristiche, ma accettando quelle fornite dallo standard stesso. In questo modo si è sicuri che due componenti costruiti secondo lo stesso standard siano intercambiabili e che qualsiasi materiale prodotto secondo lo standard abbia le caratteristiche meccaniche e di utilizzo previste nello standard stesso.
Nell'ambito dello sviluppo industriale di prodotti in grande serie la standardizzazione è stata uno dei punti cardine per l'ingegneria moderna.

## Fasi
Sebbene la creazione e adozione di uno standard possa seguire diverse fasi, solitamente gli standard nascono come risposta ad un'esigenza pratica, quale può essere ad esempio la necessità da parte dei consumatori di potere sostituire facilmente un prodotto o una sua parte con altri similari, oppure da parte dei fabbricanti di abbattere i costi di produzione, favorire la diffusione di una determinata tecnologia, ecc.
Normalmente gli standard sono creati da appositi organismi di normazione accreditati. Prima di essere approvato come "standard", solitamente una bozza dello stesso viene redatta, discussa e modificata. In particolare, la standardizzazione è normalmente effettuata a livello internazionale dall′International Organization for Standardization (ISO), mentre negli USA l'ente di standardizzazione è l′American National Standards Institute (ANSI), a livello europeo è effettuata dal Comitato Europeo di Normazione (CEN) ed a livello italiano dall'Ente nazionale italiano di unificazione (UNI). Esistono anche standard "proprietari", ovvero creati da un singolo fabbricante.

### Recepimento
Uno standard inizialmente pubblicato da un'organizzazione di normazione può essere "recepito", ovvero accettato con gli opportuni adattamenti, da un'altra organizzazione. Ad esempio molti standard internazionali ISO sono recepiti dal Comitato europeo di normazione e da enti di normazione nazionali (ad esempio UNI, BSI, ecc.), o al contrario standard di organizzazioni di normazione nazionali possono essere recepiti a livello internazionale: in questi casi la norma recepita conterrà nel suo nome le sigle degli enti normazione che lo hanno recepito. Ad esempio le due norme UNI EN ISO 9001:2015 e BS EN ISO 9001:2015 sono gli equivalenti (rispettivamente valide in ambito italiano e in ambito inglese) della norma internazionale ISO 9001:2015, che è anche europea (quindi EN ISO 9001:2015).

### Aggiornamento, sostituzione, abolizione
Solitamente gli standard indicano nel loro nome l'anno in cui sono stati emessi (ad esempio ISO 9001:2015). Negli anni, ciascuno standard può essere sottoposto a più aggiornamenti successivi, oppure sostituito da un altro standard o ancora essere totalmente abolito senza alcuna sostituzione.
In alcuni casi può capitare inoltre che uno standard durante la sua evoluzione sia scorporato in più standard (ad esempio per approfondire più aspetti diversi dello stesso standard o per adattarlo a diversi contesti) oppure che più standard confluiscano in uno standard unico (ad esempio se trattano dello stesso argomento).